# Han Bijvoet
Henricus Alphonsus (Han) Bijvoet (Amsterdam, 14 februari 1897 – Haarlem, 18 oktober 1975) was een Nederlands glazenier, keramist, mozaïekkunstenaar, schilder en tekenaar.

## Leven en werk
Bijvoet was een zoon van assurantiebezorger Henric Bijvoet (1865-1925) en Maria Theodora Joanna Bouvy (1868-1939). Hij werd geboren in Amsterdam en groeide op in Overveen. Hij trouwde in 1927 met Catharina Anna Maria (To) Bär (1904-1970). Uit dit huwelijk werden vier zonen, onder wie de Leidsche hoogleraar Olav Bijvoet geboren (1928-2014).
Bijvoet werd opgeleid aan de School voor Bouwkunde, Versierende Kunsten en Kunstambachten in Haarlem en vervolgens aan de Rijksakademie van beeldende kunsten (1916-1922) als leerling van Antoon Derkinderen en Rik Roland Holst. Na zijn opleiding in Amsterdam vestigde hij zich in Haarlem. Hij schilderde portretten en landschappen, tekende boekillustraties en maakte emails, muurschilderingen en glas-in-loodramen. Voor de uitvoering van de ramen werkte hij samen met het atelier van Willem Bogtman en atelier Le Nobel in Haarlem. Bijvoet noemde zich liever glasschilder dan glazenier, omdat hij zich meer bezighield met het schilderen dan het maken van de ramen. Hoewel de stijl van zijn ramen in de loop van de tijd bonter en beweeglijker werd, zat er weinig ontwikkeling in het werk. Kunst heeft volgens Bijvoet maar één doel: verheerlijking van de schepping en veredeling van de mens. Een kunstenaar mag daarin geen slaaf van zijn tijd worden, maar moest dwars tegen moderne opvattingen in kunnen gaan.
Meer dan dertig jaar voerde Bijvoet werk uit voor de Nieuwe Bavo in Haarlem, waar ramen, wandschilderingen, houtsnijwerk voor bidstoelen, lichtkronen en kruiswegstaties van zijn hand zijn te vinden. Hij maakte voor deze kerk twee ramen van Maria en Gabriël Possenti (1925) voor de kapel van de Moeder van Smarten, drie ramen over het bloedmirakel in Alkmaar (1932-1936) en ramen over het mirakel van Amsterdam (1946) voor de Sacramentskapel, drie ramen met de aanbidding door de herders (1932, 1937) voor de Kerstkapel en ramen (jaren dertig) met Oudtestamentische taferelen voor het zuidertransept en Nieuwtestamentische taferelen voor het noordertransept. In de jaren vijftig werden nog ramen van hem geplaatst in de Kerstkapel en de kapel van de Martelaren van Gorcum.
Hij was lid van de Nederlandse Federatie van Beroepsverenigingen van Kunstenaars, Kunst Zij Ons Doel, het St. Bernulphusgilde en de Haarlemse Sociëteit Teisterbant. Hij exposeerde onder meer bij de Augustinustentoonstelling (1931) in de leeszaal in Haarlem en de tentoonstelling "De Christusgedachte" (1941) in het Rijksmuseum Amsterdam.
Bijvoet overleed in 1975, op 78-jarige leeftijd, hij werd begraven op het St. Adalbertuskerkhof in Bloemendaal. Het graf, met kruisbeeld, werd door hemzelf ontworpen.

## Werken (selectie)
- glas-in-loodramen (1925-1957), wandschilderingen en kruiswegstaties voor de Sint-Bavokathedraal, Haarlem
- glas-in-loodramen (1928) voor de kerk van de H. Familie in Heerhugowaard
- wandschilderingen (1930, 1941) voor de Genadekapel in Heiloo
- altaarkruis (1930) en raam met het wonder van Lourdes (1936) voor de Sint-Janskerk in Haarlem (gesloopt in 1973)
- zeven ramen (1935-1937) voor het priesterkoor van de Sint-Jansbasiliek in Laren
- wandschilderingen en ramen voor de Mariastichting in Haarlem
- glas in lood voor de kapel van het grootseminarie in Warmond
- glas-in-loodramen met Petrus en Paulus (1938) in de apsis van de Sint-Petruskerk in Leiden
- kruiswegstaties (1940-1942) voor de Onze Lieve Vrouw van Goede Raad in Beverwijk
- gedenkbord voor tien oorlogsslachtoffers (1946) in de hal van het stadhuis van Haarlem. De tien werden gefusilleerd na de aanslag op Alois Bamberger.
- glas-in-loodramen met aanbidding door de Wijzen (1947) en de Heilige Familie (1950) voor de Vredeskerk in Amsterdam
- glas-in-loodramen (1956) voor het gouden jubileum van de Uitgeverij en Drukkerij De Spaarnestad
- glas in lood (ca. 1960) voor de Engelmunduskerk in Velsen
- glas in lood voor de kapel van kleinseminarie Hageveld in Heemstede
- glas-in-loodramen voor de kerstkapel van het Heilig Kerstmisgilde in de Grote of Sint-Bavokerk in Haarlem
- fresco voor de Sint-Adelbertabdij in Egmond-Binnen
- kruiswegstaties voor de Heilige-Familiekerk in Venlo

## Afbeeldingen

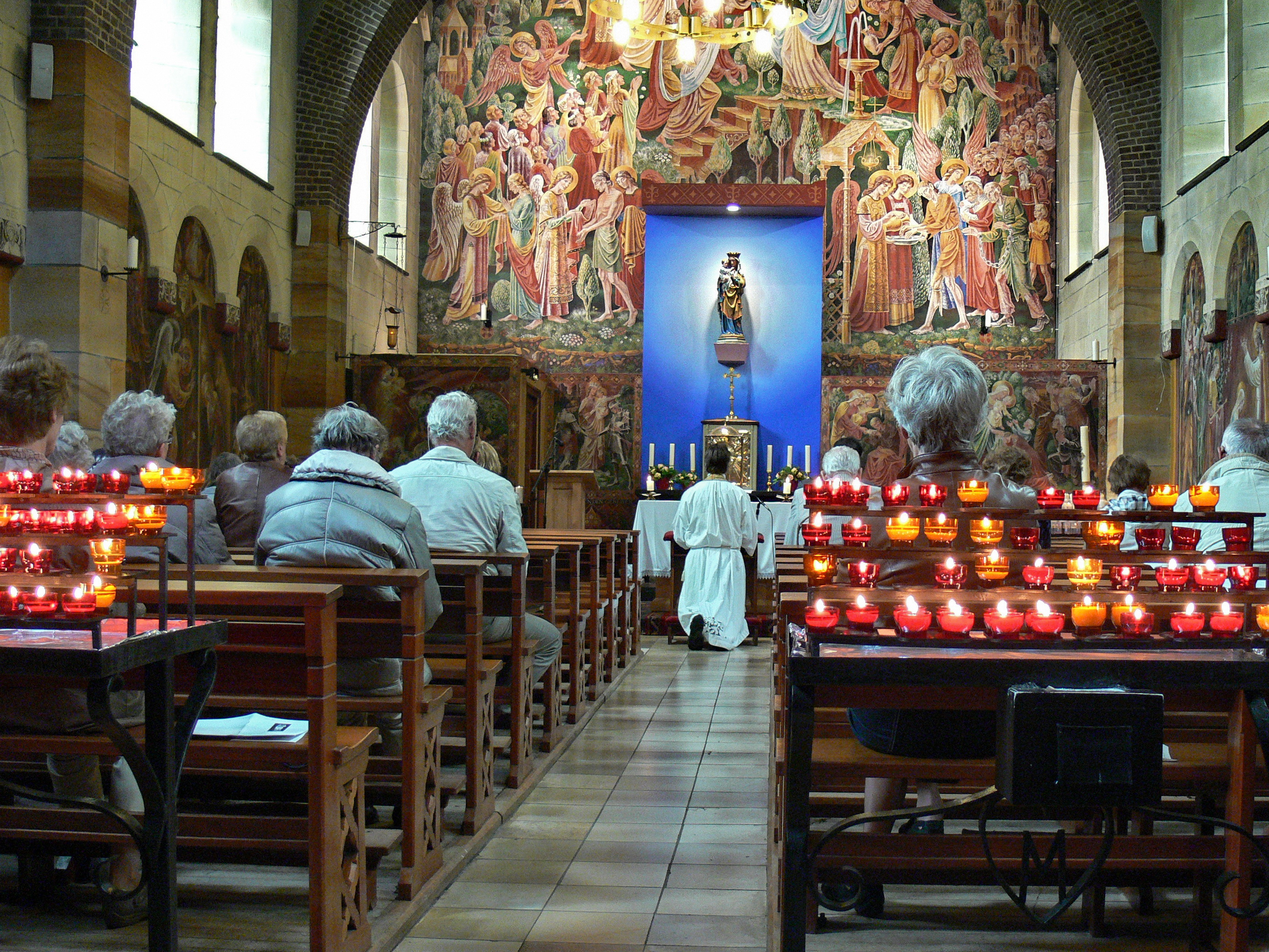
Genadekapel, Heiloo
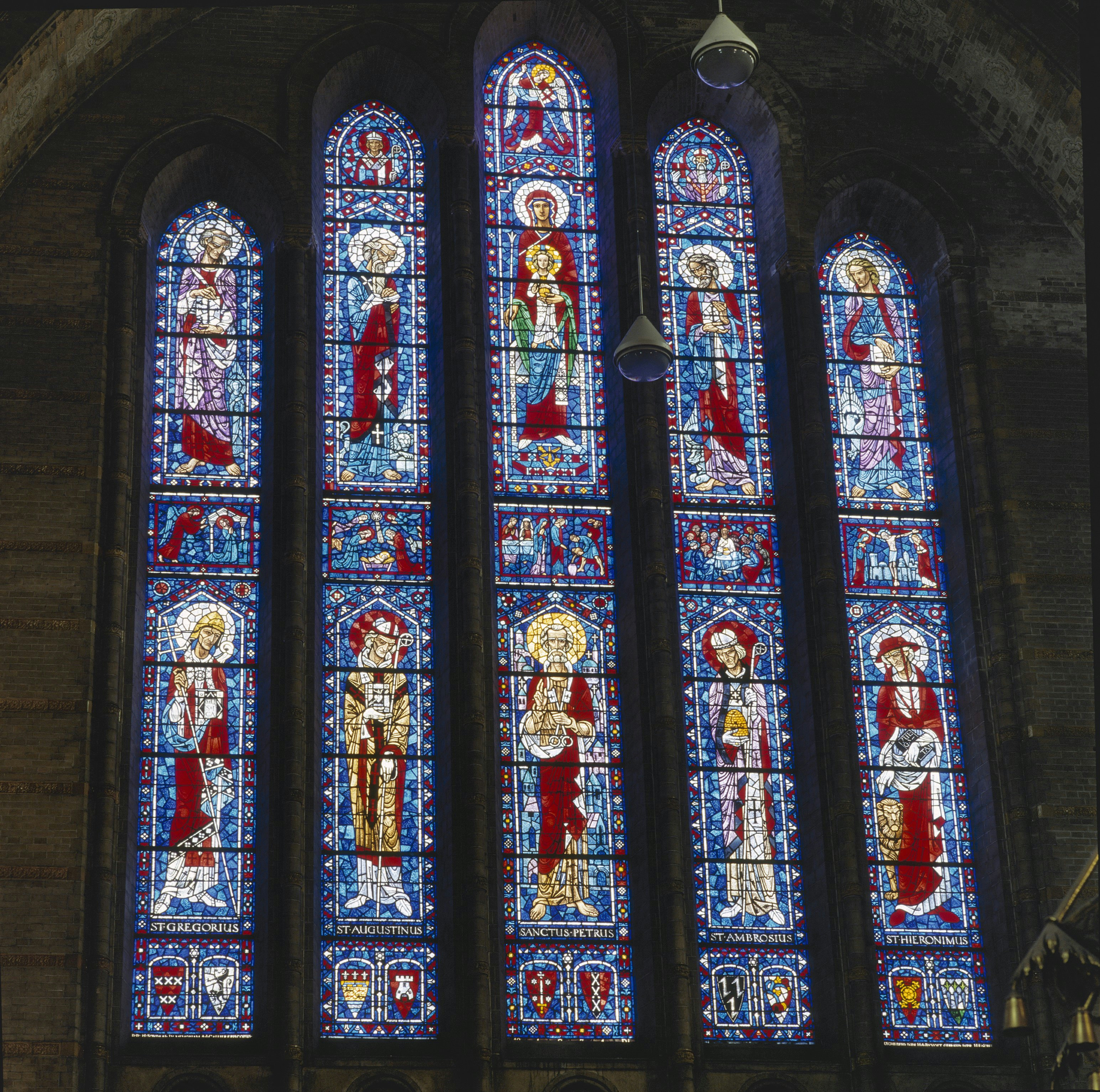
Sint-Bavokathedraal, Haarlem